# IZUMO -猛き剣の閃記-
『IZUMO -猛き剣の閃記-』（イズモ たけきつるぎのせんき）は、Studio e.go!のゲームソフト『IZUMO2』のテレビアニメ化作品である。
また、アニメ化に先駆け、2004年から2005年の間に原作の原画を担当した山本和枝による漫画版が、『コンプティーク』で連載された。こちらはオオナムジやヤタローなど、一部の主要キャラクターが未登場であるほか、キャラクター同士の呼び方や口調が若干異なる（サクヤが猛たちを呼び捨てにしたり、玄武が男性的な口調で話すなど）。

## ストーリー
アシハラノクニ(現世)の私立出雲学園に通う八岐猛は、幼馴染みの白鳥姉妹や親友の大斗剛らに囲まれ、幸せな学園生活を送っていた。しかし、転校生としてやってきた帰国子女の逢須芹やクラスメイトの北河麻衣共々、その日々は大きな転機を迎えることになる。ある日、突然襲ってきた地震によって猛たちは今とは別の異世界・ネノクニ（死者の国）へ飛ばされるのだった。

## 登場人物

### アシハラノクニ（出雲学園）編

#### 主人公
八岐猛（やぎ たける）
声 - 荻原秀樹/儀武ゆう子（少年時代）
技：剣、四聖獣
授かり物：緑色の勾玉（アマテラスから）
本作の主人公。剣道部。二つに別れたスサノオの魂の生まれ変わり。
剛とは施設からの知り合いで、白鳥姉妹、芹とは幼馴染。
剣道の腕前は剛を上回る実力を持っていたが、彼を傷つけまいと考え（意識的にではないものの）わざと負けていた。だが、ある時祖父の塔馬六介から全国大会に推選される。その後剛との勝負に勝ったことで疎遠になってしまう。
異界（ネノクニ）では神の里の協力者として明日香、芹、麻衣、サクヤと共に行動し、さらに四聖獣らの試練を乗り切り彼女らの主となる。
なお、原作のゲームと異なり、サクヤを「ちゃん」付けで呼んでいる。
大斗剛（やまと たけし）
声 - 結城比呂
技：剣
本作のもう1人の主人公。二つに別れたスサノオの魂の生まれ変わり。
剣道部の主将。プライドが高い。猛とは施設からの知り合いで大親友。
夢の中で、異界のヒミコから助けを求められる夢を何度となく見ていた。六介からの全国大会の推選をかけて猛と戦うが、負けた事を受け入られずに彼を憎んでしまい、ライバルとして敵対するようになる。その後ヒミコの側近ミナカタに会い、互いにそれぞれの世界の剣を教え合う仲となるが、戦で人を切ってしまい気の迷いなどで悩む。だが、その後第一に強くなることを決意。そしていつしかヒミコに恋をするようになる。
ネノクニでは当初琴乃と行動していたが、その後悪霊軍の協力者としてミナカタと行動を共にする。その後、ミナカタは戦死。最後は剛一人がネノクニに残り、ヒミコと結ばれる。

#### メインヒロイン
以下は本作1人目〜4人目のヒロインにあたる。
白鳥琴乃（しらとり ことの）
声 - 氷青
技：ヒミコの笛
授かり物：ヒミコの笛（ヒミコから）
メインヒロイン。明日香の姉（長女）。猛とは近所の幼馴染。淑やかで心優しい。
当初は戦いに参加せず、悪霊達の城の部屋で横笛を吹きながら見守る。その後皆と再会し、一時アシハラノクニへ帰る。麻衣の裏切り事件後は、彼女の良き理解者となり、ヒミコの笛を渡す。
その後ヒミコに立ち向かうが、攻撃を受けてしまい、魂がヨモツヒラサカ（黄泉の国）へと飛ばされてしまうも、猛と剛の協力により救出された。
最後の戦いではヒミコの笛を使い悪霊軍の戦いの気力を封じ、神の里の軍を援護するが、オオナムジにより笛は破壊された。
白鳥明日香（しらとり あすか）
声 - 力丸乃りこ
授かり物：緑色の勾玉（アマテラスから）
琴乃の妹（次女）。弓道部。猛とは近所の幼馴染。
麻衣が悪霊軍の密偵であることに気づき、オオナムジによって連れ去られるが、図らずもそのことによって姉と再会する。その後、一時は麻衣を信じきれないこともあったが、最終的に和解した。
逢須芹（おおす せり）
声 - 石松千恵美
技：空手
授かり物：赤茶色の勾玉（アマテラスから）
空手習得者。アメリカからの帰国子女で、猛とは幼馴染で家族だが血縁は無い。明るくさっぱりした性格。
なにかと猛に抱きつく癖がある。朱雀が彼に抱きついてからはヤキモチをやき、負けじと猛に抱きつくようになった。
北河麻衣（きたがわ まい）
声 - 山川琴美
授かり物1：黄色の勾玉（アマテラスから）
授かり物2：ヒミコの笛（白鳥琴乃から）
学生会長で乗馬が得意。猛と芹の同級生。
烏（ヤタロー）の飼い主で空の偵察としても役立っている。
幼い頃盗賊たちに親兄弟を殺された暗い過去を持つ。その後オオナムジに助けられ育てられた。
正体はスサノオの転生を探る為にオオナムジがアシハラノクニ（現世）に送り込んだ悪霊軍の密偵。オオナムジと連絡を交わし神の里の情報を送っていたが、明日香に見破られる。その後、今までのことを謝罪し彼らと共に一時アシハラノクニに帰る。その際に琴乃からヒミコの笛を渡された。戦いの決着後は、猛たちと共にアシハラノクニに帰った。

#### 主要人物関係者
塔馬六介（とうま　ろくすけ）
声 - 緒方賢一
出雲学園剣道部の顧問で師範代を勤める。
塔馬家の主で猛は孫にあたるが、血縁は無い（戸籍上は息子にあたる）。
逢須芹はひ孫。白鳥姉妹に食事や身の周り世話などしてもらっている。サクヤや麻衣も家族同然に迎え入れた。
ヤタロー
声 - 坂田有希
麻衣に飼われている烏で、空からの偵察も勤める。
正体はオオナムジから使わされた悪霊の使い魔。
ネノクニでのリンとの戦いで、麻衣をかばって瀕死の重傷を負い、彼女の腕の中で息を引き取る。その後魂はアシハラノクニにて転生し生まれ変わった。
人として見られる描写は死に際のみの登場で、ヒロインに劣らずの美少女。

### 異界（ネノクニ）編

#### 神の里
アマテラス
声 - 雨宮侑布
技：神術
根の国の新の神。サクヤの母。
霊力を封じた三つの勾玉を明日香、芹、麻衣の三人に託す。
カグツチ
声 - 岸尾大輔
技：剣
神の里の隊長。サクヤの父。
サクヤ
声 - 壱智村小真
技：反魂の術（異界瞬間移動術）
本作5人目のヒロイン。アマテラスとカグツチの娘で次期神の後継者。
天然ドジッ娘だが驚異の体力を持つ。ノギリに心の本音を指摘される。
猛、明日香、芹、麻衣たちをアマテラスの元へ導き、その後に蓬莱山に住む四聖獣の元へ導く。
四聖獣から反魂の術（アシハラノクニへ戻す術）を授かり、自分も猛たちと共にアシハラノクニ（現世）へ行く。
ノギリ
声 - 山田美穂
サクヤの姉代わり的な存在。感が鋭くサクヤの心の本音を指摘する。
悪霊の件で重傷を負った麻衣に、薬草を煎じて飲ませ、介抱した。

#### 悪霊軍
ヒミコ
声 - 河原木志穂
技：神術
創造の神にして悪霊軍の首領。
琴乃の吹く、自分と違った笛の音に聞き惚れ自らの横笛を彼女に預ける。
猛たちを異界に呼び込んだ張本人で、スサノオ生まれ変わりである剛が来るのを待っていた。その後もう一人のスサノオ生まれ変わり、猛をも迎え入れようとする。
アシハラノクニとネノクニの二つの世界を創り、さらには四聖獣やリンを生み出した神（創造の神）であったが、新しい神アマテラスの出現により、世界が自分の理想とかけ離れていった為、全てを無に帰し最初からやり直すのが目的で、アマテラスとカグツチを亡き者にしようと企む。
最終的にはスサノオと再会し、最後の別れの後、剛と結ばれた。
オオナムジ
声 - 花田光
技：剣/術
ミナカタの父でヒミコに仕える幹部。
ありとあらゆる術と剣の使い手。
ヤタローを使い魔として送り込んだり、密偵の麻衣と神の里の情報などについて連絡を取り合っていた。
最後はスサノオとヒミコのことに決着がついたことで戦いをやめ、どこかへと旅立ち姿を消した。
北河麻衣
メインヒロインを参照。
ヤタロー
主要人物関係者を参照。
ミナカタ
声 - 赤石広樹
技：剣
突撃隊長。オオナムジの息子でヒミコに仕える幹部。好戦的な性格。
剛の世話係。剛にネノクニの剣技を教え、自らは剛から剣道を教わる。原作とは異なり、当初から剛に好意的に接していた。
最後はスサノオの力に支配された猛に斬られ、残った最後の力で剛をヒミコの元へワープさせて力尽き果てた。その後魂はアシハラノクニにて転生し生まれ変わる。
リン
声 - 足立友
技： 弓/精霊/術
ヒミコに仕える幹部。
精霊と術の使い手で、ブラックホールを用いた術も操る。
かつては四聖獣を束ねる長で、ヒミコを守護する者であった。
最後は猛との戦いで、スサノオの力により倒された。その後魂はアシハラノクニにて転生し生まれ変わる。原作ゲームでの麒麟にあたる存在（原作の麒麟も、ヒミコ軍での幹部名は「麟」である）。
スサノオ
声 - 檜山修之
技：剣
猛と剛の前世の姿。勇敢だが傲岸かつ残忍な人物。元々一人の人物だったスサノオであったが、死後は魂が巨大過ぎた為二つに別れ、アシハラノクニで八岐猛と大斗剛という二人の人間に転生した。その後猛と剛の魂は共鳴し合い、スサノオが現れるものの、ヒミコに最後に会えたことで満足し、ヨミの国へ帰っていった。原作ゲームとは異なり、ヒミコと敵対はしておらず、戦死の理由もヒミコを庇ったためとなっている。

#### 四聖獣
以下は本作6人目〜9人目のヒロインにあたる。
朱雀（すざく）
声 - 宮崎羽衣
技1：炎術/大地/怪力
技2：幻術（四人の合わせ技）
四聖獣のリーダー。炎術の使い手で脅威の怪力の持ち主。術で大地を割ることも出来る。関西弁で喋る。
かなりのイケメン好きでミーハーな所があり、芹に負けず劣らず猛に抱きつく癖がある。
最初の試練（巨大岩石）を与えた後、最後の試練では猛に四聖獣が作りだした幻術（心の闇の幻影）に打ち勝つ試練を与えた。試練に打ち勝ったことで猛は四聖獣の主となる。
なお、その昔彼女たちはリンを長としてヒミコを守る守護者だった。
青龍（せいりゅう）
声 - 庄子裕衣
技：風術
風術使い。クールな性格で何事も冷静に考える。
最初に会った人物で聖域に入ることを警告し、第二試練（強風）を与えた。
玄武（げんぶ）
声 - 井ノ上奈々
技：氷術
水術、氷術などの冷気使い。男勝りでサバサバしており、四星獣の姉的存在。
白虎（びゃっこ）
声 - 斎藤桃子
技：雷術
雷術使い。最年少で戦いを好まない。無口だが他人想いで優しい。
第三試練（崖の斜面に隠し通路）では小猿を使い手助けをした。

### ヨモツヒラサカ〜黄泉の国編
石像（せきぞう）
声 - 青木強
ヨモツヒラサカに長年に住む石像。
猛たちに琴乃の魂の場所や、ヨモツヒラサカのことを色々と教えた。
牛頭（ごず）
声 - 高口公介
技：幻術
黄泉の国に繋がるヨモツヒラサカの番人。ヒミコに仕える者。
輪廻の輪が外れ死者（黄泉の国の住人）となった琴乃の魂を返すわけにはいかないが、どうしてもならばと猛に試練を与える。
馬頭（めず）
声 - 岸尾大輔
技：幻術
黄泉の国を預かる冥府の番人。ヒミコに仕える者。
ヒミコにたてつく者として琴乃の魂を通すわけにはいかないと、牛頭と共に猛の前に立ちはだかるが、剛の助力もあり、牛頭共々倒される。

## スタッフ
- 原作 - Studio e.go!
- 監督 - 冨永恒雄
- 監督補佐 - 中川聡
- シリーズ構成 - 川上修
- キャラクター原案 - 山本和枝
- キャラクターデザイン・総作画監督 - 小林多加志
- プロップデザイン - 水谷麻美子
- 美術監督 - 吉川洋史
- 色彩設計 - 熊谷妙子
- 撮影監督 - 久保博志
- 編集 - 瀬山武司
- 音響監督 - 飯塚康一
- 音楽 - myu
- エグゼクティブプロデューサー - 小林正樹
- プロデューサー - 井上博明
- アニメーションプロデューサー - 松本真
- アニメーション制作協力 - 東京キッズ
- アニメーション制作 - トライネットエンタテインメント、スタジオ九魔
- 製作 - IZUMO2製作委員会（アミューズソフトエンタテインメント、トライネットエンタテインメント、エムアンドアイアートシステム、トラフィックプロモーション）

## 主題歌
オープニングテーマ「Romantic Chaser」
作詞 - 畑亜貴 / 作曲・編曲 - 太田雅友 / 歌 - 小枝
エンディングテーマ「最新Dream」
作詞 - 畑亜貴 / 作曲・編曲 - 黒須克彦 / 歌 - クローバー

## 各話リスト
| 話数 | サブタイトル                 | シナリオ     | 絵コンテ                  | 演出             | 作画監督                 |
| ---- | ---------------------------- | ------------ | ------------------------- | ---------------- | ------------------------ |
| 1    | 夢の呼び声                   | 川上修       | 福本潔                    | 中川聡           | 小林多加志 渡辺伸弘      |
| 2    | 異界                         | 川上修       | 岸誠二                    | ながはまのりひこ | 柳昇希                   |
| 3    | 分かれた友                   | 東山玄       | 実原登 菊池一仁           | 横山じゅんいち   | 梶浦紳一郎               |
| 4    | この世の姿                   | 川上修       | 奥脇雅晴                  | 福本潔           | 高橋典子                 |
| 5    | 襲撃                         | 長谷川菜穂子 | 中川聡                    | 中川聡           | 渡辺伸弘                 |
| 6    | 四聖獣                       | 東山玄       | ながはまのりひこ 冨永恒雄 | 鈴木吉男         | 柳昇希 佐藤哲也 渡辺伸弘 |
| 7    | 対決の砦                     | 川上修       | 横山じゅんいち 冨永恒雄   | 横山じゅんいち   | 梶浦紳一郎 HONG SOON HO  |
| 8    | やすらかな時                 | 長谷川菜穂子 | 大原実                    | 福本潔           | 高橋典子                 |
| 9    | 守るべきもの                 | 東山玄       | 麦野アイス                | 小野勝巳         | 澤崎誠                   |
| 10   | 黄泉比良坂（ヨモツヒラサカ） | 川上修       | 冨永恒雄                  | 鈴木吉男         | 柳昇希 加野晃            |
| 11   | 猛る命                       | 長谷川菜穂子 | 中川聡                    | 牧野行洋         | 渡辺伸弘                 |
| 12   | 二つの魂                     | 東山玄       | 冨永恒雄                  | 福本潔           | 高橋典子                 |

## 放送局
| 放送地域 | 放送局             | 放送期間                | 放送日時           | 放送系列       | 備考             |
| -------- | ------------------ | ----------------------- | ------------------ | -------------- | ---------------- |
| 神奈川県 | tvk                | 2005年4月2日 - 6月18日  | 土曜 25:30 - 26:00 | 独立UHF局      |                  |
| 千葉県   | ちばテレビ         | 2005年4月5日 - 6月21日  | 火曜 26:00 - 26:30 | 独立UHF局      |                  |
| 埼玉県   | テレビ埼玉         | 2005年4月6日 - 6月22日  | 水曜 25:00 - 25:30 | 独立UHF局      |                  |
| 京都府   | KBS京都            | 2005年4月6日 - 6月22日  | 水曜 25:30 - 26:00 | 独立UHF局      |                  |
| 愛知県   | テレビ愛知         | 2005年4月7日 - 6月23日  | 木曜 25:58 - 26:28 | テレビ東京系列 |                  |
| 兵庫県   | サンテレビ         | 2005年4月7日 - 6月23日  | 木曜 26:05 - 26:35 | 独立UHF局      |                  |
| 日本全域 | キッズステーション | 2005年4月13日 - 6月29日 | 水曜 24:00 - 24:30 | CS放送         | リピート放送あり |

## 関連商品

### コミック
- IZUMO -猛き剣の閃記- 全1巻
  - 原作・Studio e.go!、漫画・山本和枝、シナリオ・高橋直樹、制作協力・UTATA

### DVD
- IZUMO -猛き剣の閃記- 第1巻〜第6巻
- IZUMO -猛き剣の閃記- コンプリートBOX

### CD
- IZUMO -猛き剣の閃記- オリジナルサウンドトラック

### キャラクターソングCD
- IZUMO2 猛き剣の閃記 キャラクターソング＆ドラマCD Vol.1 八岐猛＆逢須芹（2005年10月28日）
- IZUMO2 猛き剣の閃記 キャラクターソング＆ドラマCD Vol.2 白鳥琴乃＆白鳥明日香（2005年10月28日）
- IZUMO2 猛き剣の閃記 キャラクターソング＆ドラマCD Vol.3 サクヤ＆北河麻衣（2005年12月22日）
- IZUMO2 猛き剣の閃記 キャラクターソング＆ドラマCD Vol.4 ヒミコ＆大斗剛（2005年12月22日）